# Pseudotanais inflatus
Pseudotanais inflatus är en kräftdjursart. Pseudotanais inflatus ingår i släktet Pseudotanais och familjen Pseudotanaidae. Inga underarter finns listade i Catalogue of Life.